# ホセ・ムニョース
ホセ・アントニオ・ムニョース（José Antonio Muñoz、1942年10月7日 - 、ブエノスアイレス）は、アルゼンチンの漫画家、イラストレーター。特にモノクロームの作品がよく知られている。彼のハードボイルド・グラフィックノベル『Alack Sinner』（Carlos Sampayo原作）は、フランク・ミラーの『シン・シティ』の主要な源泉の一つである。

## 概要
ムニョースはパン・アメリカン美術学校にてウーゴ・プラットとアルベルト・ブレシアの元に学び、Francisco Solano Lopezのアシスタントとして仕事をした。1972年に、彼はスペイン、続いてイタリアに移り、アルゼンチンの作家カルロス・サンパージョ（Carlos Sampayo）と組んで探偵ものの漫画作品『Alack Sinner』、そのスピンオフ作品である『Joe's Bar』『Sophie』、ビリー・ホリデイの伝記漫画などを制作した。
彼の作風は、シャープな線と明暗の強調（en:chiaroscuro）、そして誇張された、時にグロテスクな人物像によって特徴付けられる。彼の作風は彼の師であるアルベルト・ブレシアのほか、Dave McKean、Warren Pleece、Keith Giffenなどに強い影響を与えている。

## 受賞
- 1978年 - アングレーム国際漫画祭最優秀作品賞（海外作品・リアリスティック部門）
- 1983年 - アングレーム国際漫画祭最優秀作品賞
- 1994年 - ハーヴィ賞・最優秀海外作品部門
- 2002年 - マックス＆モーリッツ賞
- 2007年 - アングレーム国際漫画祭グランプリ